# Боцоло
Бо̀цоло (на италиански: Bozzolo, на местен диалект: Bosul, Босул) е градче и община в Северна Италия, провинция Мантуа, регион Ломбардия. Разположено е на 30 m надморска височина. Населението на общината е 5103 души (към 2014 г.).